# Bloodstained Endurance
Bloodstained Endurance è il sesto album della band Trail of Tears.

## Tracce
1. The Feverish Alliance – 4:02
2. Once Kissed by the Serpent (Twice Bitten by Truth) – 3:22
3. Bloodstained Endurance – 3:36
4. Triumphant Gleam – 3:41
5. In the Valley of Ashes – 3:55
6. A Storm at Will – 4:00
7. Take Aim. Reclaim. Prevail – 3:12
8. The Desperation Corridors – 4:13
9. Farewell to Sanity – 4:32
10. Dead End Gaze – 3:58
11. Faith Comes Knocking – 4:32
12. Onward March the Merciless (Bonus track in digipak) – 3:08

## Formazione
- Ronny Thorsen – voce
- Cathrine Paulsen − soprano
- Bjørn Erik Næss − Chitarra
- Pål Olsen − chitarra
- Endre Moe − basso
- Cato Jensen − batteria